# 双刺静蟹
双刺静蟹（学名：Galene bispinosa）为静蟹科静蟹属的动物。分布于日本、澳大利亚、新加坡、印度、台湾岛以及中国大陆的广东、广西、福建等地，生活环境为海水，多栖息于沙以及泥质浅海底。